# Putanges-Pont-Écrepin
Putanges-Pont-Écrepin ist eine Commune déléguée in der französischen Gemeinde Putanges-le-Lac mit 980 Einwohnern (Stand: 1. Januar 2022) im Département Orne in der Region Normandie.

## Geografie

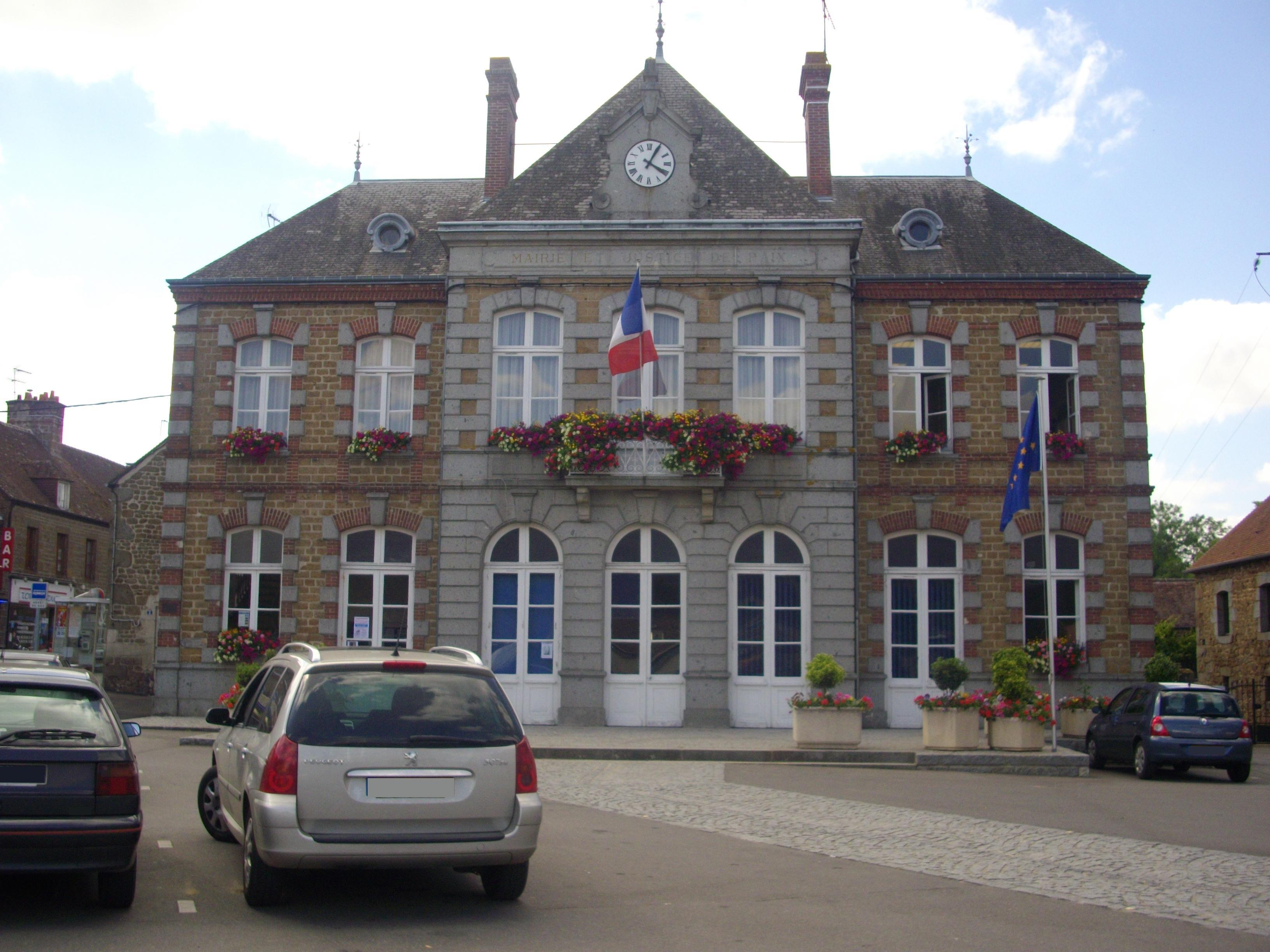
Ehemaliges Rathaus (Mairie)

Der Ort liegt im Südosten der Landschaft Normannische Schweiz. Die nächstgelegenen Städte sind Flers, Falaise und Argentan. Putanges-Pont-Écrepin liegt an beiden Seiten des Flusses Orne. Im Ortszentrum befindet sich eine Brücke über den Fluss. Wenig weiter flussaufwärts wird der Fluss im Lac de Rabodanges aufgestaut, der zum Teil zur Commune déléguée gehört. Durch Putanges-Pont-Écrepin verläuft eine Route des Jakobswegs.

### Gliederung und Entstehung
Die Gemeinde entstand 1965 aus den zuvor selbstständigen Gemeinden Putanges und Pont-Écrepin. Putanges war der bedeutendere Ort und seit der Französischen Revolution Hauptort des heute noch bestehenden Kantons. Die Gemeinde trug nach der Revolution zuerst den Namen Putange. Pont-Écrepin hieß zunächst Pontécrépin.

## Geschichte
Putanges entstand im 13. Jahrhundert auf einem Hügel an der Orne. Dieser wird heute noch als Vieux Putanges (Altes Putanges) bezeichnet. Aus dieser Zeit sind das alte Herrenhaus, eine Kapelle und ein Friedhof erhalten. Seit 1580 existiert der Wochenmarkt von Putanges. 1756 entstand eine Firma, die Kanonen für die Marine produzierte. Der Bau einer Schleuse ermöglichte die Errichtung einer Brücke über die Orne. Aus der Schleuse wurde zunächst eine Mühle und ab 1900 diente sie zur Produktion von Elektrizität. Pont-Écrepin war besonders von der Kleidungsindustrie geprägt. Der Name leitet sich von cuir, dem französischen Wort für Leder, ab. 1822 entstand die Kirche von Putanges, nur zwei Jahre später die von Pont-Écrepin. Zwischen 1902 und 1904 entstand die Mairie. Durch den Zweiten Weltkrieg wurden beide Orte weitgehend zerstört. Die Brücke wurde am 18. August 1944 von der Wehrmacht gesprengt, am selben Tag befreiten die britischen Truppen Putanges und Pont-Écrepin. Der gesamte Wiederaufbau dauerte rund sieben Jahre.
Mit Wirkung vom 1. Januar 2016 wurden die bisherigen Gemeinden Chênedouit, La Forêt-Auvray, La Fresnaye-au-Sauvage, Ménil-Jean, Putanges-Pont-Écrepin, Rabodanges, Les Rotours, Saint-Aubert-sur-Orne und Sainte-Croix-sur-Orne zu einer Commune nouvelle mit dem Namen Putanges-le-Lac zusammengeschlossen und haben in der neuen Gemeinde den Status einer Commune déléguée. Der Verwaltungssitz befindet sich im Ort Putanges-Pont-Écrepin. Die Gemeinde gehörte zum Arrondissement Argentan und zum Kanton Athis-de-l’Orne. Sie war Sitz des Gemeindeverbands Val d’Orne.

### Bevölkerungsentwicklung
| Jahr      | 1968 | 1975 | 1982 | 1990 | 1999 | 2008 |
| Einwohner | 918  | 947  | 967  | 1032 | 1013 | 1029 |

## Persönlichkeiten
- Stanislas Sorel (1803–1871), Ingenieur und Erfinder